# Трошенка
Трошенка — река в России, протекает по Козельскому району Калужской области. Правый приток Жиздры.

## География
Река Трошенка берёт начало в районе деревни Трошна. Течёт на северо-запад через берёзовые леса. Устье реки находится в 87 км по правому берегу реки Жиздра. Длина реки составляет 10 км.

## Данные водного реестра
По данным государственного водного реестра России относится к Окскому бассейновому округу, водохозяйственный участок реки — Ока от города Белёв до города Калуга, без рек Упа и Угра, речной подбассейн реки — бассейны притоков Оки до впадения Мокши. Речной бассейн реки — Ока.
Код объекта в государственном водном реестре — 09010100512110000020179.